# João Nuno Pinto
João Nuno Pinto (Maputo, 13 de setembre de 1969) és un director de cinema portuguès.

## Biografia
Pinto va néixer l'any 1969 a la que llavors era la colònia portuguesa de Moçambic. Quan Moçambic va aconseguir la independència el 1975, va arribar a Portugal als sis anys. Després d'estudiar disseny gràfic a Portugal, va estudiar cinema a la New York Film Academy.
Després del seu primer curtmetratge el 2008, va fer el seu primer llargmetratge, América, el 2010. Chulpan Khamatova, coneguda per Good Bye, Lenin! va interpretar la protagonista femenina. El popular Raul Solnado va aparèixer davant la càmera per darrera vegada en un paper secundari i va morir després del rodatge, abans del muntatge final de la pel·lícula.
América, que es va publicar en DVD a Portugal l'any 2011, va fer famós Pinto. La pel·lícula va guanyar un premi al festival de cinema Caminhos do Cinema Português de 2011 i va ser guardonada als Globos de Ouro 2012. També va ser la pel·lícula de selecció portuguesa als 24ns Premis del Cinema Europeu de 2011 i es va projectar en nombrosos festivals internacionals de cinema, a Alemanya, al Festival de Cinema de Cottbus .
El 2014 va rodar el videoclip de la cançó Don't Swim del músic britànic Keaton Henson, pel qual va rebre dos premis als Premis del Festival de Cinema Independent de Los Angeles 2015.
Per la seva pel·lícula Mosquito (2020) sobre un soldat portuguès que es perd a la selva africana el 1917, Pinto va ser nominat a diversos premis cinematogràfics, com ara el Festival Internacional de Cinema de Rotterdam, el Camerimage, al Chinese Hainan International Film Festival, al Luxembourg City Film Festival, entre d'altres. Va guanyar diversos premis, entre els quals el Premi de la Crítica a la Mostra Internacional de Cinema de São Paulo al Brasil, el Premi Young Talent de la Screen Actors GDA Foundation, els premis a la millor fotografia i millor banda sonora a la XXXV edició de la Mostra de València. A Portugal, la pel·lícula va guanyar premis a l'Prémios Sophia i als Premis CinEuphoria i va ser nominada als Premis Fantastic i també dos Globo de Ouro, inclosa Millor pel·lícula.
Per la seva sèrie de televisió Causa Própria, Pinto va ser guardonat com a millor director de producció televisiva als Premis Àquila portuguesos 2022.

## Filmografia
- 2008: Skype me (curtmetratge)
- 2010: América
- 2014: Don't Swim (Videoclip de Keaton Henson)
- 2020 - Mosquito[5]
- 2022 - Causa Própria
- 2022: Ensaios elenco juvenil (sèrie de televisió)